# El sicario - Room 164
El sicario - Room 164 è un documentario del 2010 diretto da Gianfranco Rosi.
Il soggetto del film è tratto da un reportage del giornalista Charles Bowden pubblicato nel 2009 sulla rivista Harper's Magazine

## Trama
Il protagonista del documentario è un ex sicario del cartello della droga messicano, ripreso in una stanza d'albergo al confine tra Messico e Stati Uniti. Il sicario, ripreso con il volto nascosto, racconta in modo dettagliato la sua carriera nel crimine organizzato, la sua esperienza di assassino ed esperto in torture, i rapporti con la polizia dello stato di Chihuahua.